# Andreu Ivars
Andrés Ivars Cardona (Benissa, provincía de Alicante, 1885 - Gata de Gorgos provincía de Alicante 1936) foi um historiador e sacerdote franciscano valenciano.

## Biografia
Ingressou na ordem franciscana no convento de Sant Esperit (Gilet, Valência) em 1900. Fez a professão o ano seguinte e em 1909 recebeu a ordenação sacerdotal. Pelas suas aptitudes pelo estudo foi enviado para a Pontifícia Universidade Antonianum de Roma, onde estudou patrologia e História da Igreja. Ao mesmo tempo estudou paleografia e diplomática na Escola Pública do Arquivo Vaticano. Em 1913 foi destinado ao centro de investigação histórica que a Ordem tinha em Quaracchi (Florença), onde permaneceu um ano.
Em 1914 morreu Jaume Sala, da sua mesma província e um dos fundadores da revista Archivo Ibero-Americano (AIA). Ivars o substituiu como representante da província franciscana de Valência, e a partir de então foi colaborador, em 1919 vicediretor e, desde 1928, diretor. Esteve ums anos incorporado à sua província, onde fez os ofícios de Mestre e Leitor dos Estudantes, Cronista e Definidor provincial. De 1920 a 1936 residiu em Madrid, dedicado em cheio à investigação histórica e à divulgação dos seus estudos, principalmente na citada revista AIA, mas também noutras de caráter histórico. Os seus numerosos artigos e os seus livros, escritos em castelhano ou em valenciano, discorríam em especial sobre temas de história ou de cultura, tanto da família franciscana como da sociedade valenciana. O autor medieval valenciano ao que dedicou mais investigações foi Francesc Eiximenis.
O 20 de julho de 1936, poucos dias depois do inicio da guerra civil espanhola, as milícias republicanas incendiaram o Colégio Cardenal Cisneros, sede da revista AIA, e aprisionaram os religiosos. A. Ivars era ausente da casa aquele dia. Ali arderam a biblioteca, o arquivo e todo o que tinha reunido depois de anos de estudo e investigação. Êle foi em primeiro lugar ao Sanatório "Villa Luz", onde êle era capelão. Depois foi à casa dumos amigos, até o considerar prudente ir co'a sua família. Quando êle ia a Benissa, foi reconhecido e detido em Denia (provincía de Alicante). À manhã seguinte, 8 de setembro de 1936, apareceu o seu cadáver perto Gata de Gorgos (provincía de Alicante). Ele foi fuzilado. É em curso o seu processo de beatificação.

## Obras

### Livros
- Dos creuades valenciano-mallorquines a les costes de Berberia. València. Imprenta de Olmos y Luján. 1921. CXXI+175 pp. Obra premiada nos Jogos Florais de Valência de 1919. (em catalão)
- El escritor Fr. Francisco Eximénez en Valencia (1383-1408). Benissa. Ajuntament de Benissa (Comissió de Cultura). 1989. 239 pp. (Reedición)

### Artigos
- Cuándo y en dónde murió el infante fray Pedro de Aragón. 1916. (em castelhano)
- Los jurados de Valencia y el inquisidor Fr. Nicolás Eymerich, O.P. AIA, VI. 1916. 68-159. (em castelhano)
- ¿Quién es el autor del “Tractat de Confession” impreso en Valencia, año de 1497, por Nicolás Spindeler, bajo el nombre de Fr. Francisco Eiximénez? AIA, XIV. 1920. 251-6. (em castelhano)
- Algunos documentos del rey Martín el Humano relativos a los franciscanos. AIA, XIII. 1920. 408-13. (em castelhano)
- El Llibre dels Àngels de Fr. Francisco Eximénez y algunas versiones castellanas del mismo. AIA, XIX. 1923. 108-24. (em castelhano)
- Cronistas franciscanos de la Provincia de Valencia. AIA, XXVIII. 1927. 263-71. (em castelhano)
- La “indiferencia” de Pedro IV de Aragón en el Gran Cisma de Occidente. AIA, XXIX. 1928. 21-97 (52-3); 161-86. (em castelhano)
- Sobre la graduación en teología de Fr. Nicolás Costa, O.F.M.. AIA, XXXII. 1929. 386-91 (388-90). (em castelhano)
- Francesc Ferrer, poeta valencià del sigle XV. 1930. (em catalão)
- Franciscanismo de la reina de Aragón Doña María de Luna (1396-1406). AIA, XXXIV. 568-94; AIA, XXXVI. 1933. 255-81; 416-32. (em castelhano)

### Resenhas
- Resenha de Zarco Cuevas, Julián. O.S.A. Catálogo de manuscritos castellanos de la Real Biblioteca de El Escorial. AIA, XXIV. 1925. 121-2. (em castelhano)
- Resenha de Foligno, Angela di. Le livre de l’experience des vrais fidèles. (Paris. Droz. 1927. XLVIII+536. Traduzido por M.-J- Ferre e L. Baudry). AIA, XXIX. 1928. 395-402 (401). (em castelhano)
- Resenha de Eiximenis, Francesc. Doctrina Compendiosa. (Barcelona. Editorial Barcino. 1929. 157. Texto e notas de rodapé por Martí de Barcelona,  O.F.M. Cap. “Els Nostres Clàssics”. Coleção A, 24). AIA, XXXII. 1929. 278-81. (em castelhano)
- Resenha de Martí de Barcelona. O.F.M. Cap. Fra Francesc Eiximenis, O.M. (1340?-1409?). La seva vida, els seus escrits, la seva personalitat literària. (EF, XL. 1928. 437-500). AIA, XXXII. 1929. 276-8. (em castelhano)
- Resenha de Joan de Gal·les, O.F.M. Breviloqui. (Barcelona. Editorial Barcino. 1930. 175. Texto e notas de rodapé por Norbert d'Ordal, O.F.M. Cap. “Els Nostres Clàssics”. Coleção A, 28). AIA, XXXIV. 1931. 143-6. (em castelhano)